# Sotstävmal
Sotstävmal, Xenolechia aethiops är en fjärilsart som beskrevs av Henry Noel Humphreys och John Obadiah Westwood 1845. Sotstävmal ingår i släktet Xenolechia och familjen stävmalar, Gelechiidae. Arten är ännu inte påträffad i Sverige. Inga underarter finns listade i Catalogue of Life.

## Bildgalleri

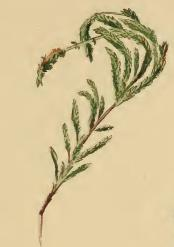
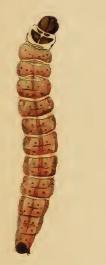
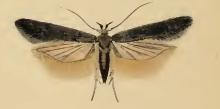